# Bryngenäs herrgård
Bryngenäs herrgård (äldre stavning Bryngelsnäs) är belägen vid sjön Mjörn och Västra stambanan, nära Västerbodarna i Alingsås kommun.
Själva byggnaden är totalt 630 kvadrat fördelat på tre våningar.

## Historia
Enligt sägnen var den förste ägaren till egendomen en frälseman vid namn Brynge (Bryngel), verksam under 1500-talet. Under senare århundraden övergick ägandet till den svenska adeln, bland annat till medlemmar av släkterna Silfverschiöld och Adelsköld. Därefter kom egendomen i händerna på utländska ägare, först den skotske affärsmannen Stoddard och därefter den engelske godsägaren Wemyss.
Ovanför slottsporten finns initialerna GK inhuggna – en hänvisning till William Gibson Kjellberg, som 1911 genomförde en omfattande renovering av slottet och formade det till dess nuvarande utseende.
Sedan 1965 har Bryngenäs varit i familjen Ericsons ägo. I samband med en försäljning år 2023 erbjöds förutom själva slottet även tre mindre bostadshus samt omfattande markinnehav: totalt 903 661 kvadratmeter med tillhörande jakträtt, samt fiskerätt på 550 000 kvadratmeter av Mjörns vattenområde.